# Nasavrky (okres Tábor)
Nasavrky (německy Nasawerk) jsou obec v okrese Tábor v Jihočeském kraji. Žije v ní 92 obyvatel.

## Historie
První písemná zmínka o obci pochází z roku 1364.
Dle Romana Cikharta se obec původně jmenovala Nasevrky. Ves příslušela obci Táborské, jež tu měla v 16. století čtyři osedlé. Roku 1621 byla ves obci Táborské zkonfiskována, ale roku 1629 zase navrácena.

## Přírodní poměry
Obcí Nasavrky protéká Radimovický potok, který se po 2,5 kilometrech vlévá do Košínského potoka, západně od obce je větší soustava rybníků (Nová komora, Podedvorník, Velký rybník, Čtverák, Mlynářka, Krajánek, Praporky). Přibližně 700 metrů severně je vodní nádrž Košín I.
Obec leží čtyři kilometry severně od centra Tábora, nedaleko od obce Košín u silnice směrem na Radimovice u Tábora, Radkov.

## Obyvatelstvo
| Rok            | 1869 | 1880 | 1890 | 1900 | 1910 | 1921 | 1930 | 1950 | 1961 | 1970 | 1980 | 1991 | 2001 | 2011 | 2021 |
| -------------- | ---- | ---- | ---- | ---- | ---- | ---- | ---- | ---- | ---- | ---- | ---- | ---- | ---- | ---- | ---- |
| Počet obyvatel | 88   | 103  | 100  | 91   | 96   | 98   | 79   | 84   | 71   | 53   | 34   | 25   | 30   | 88   | 103  |
| Počet domů     | 14   | 14   | 16   | 16   | 15   | 14   | 17   | 18   | 18   | 16   | 10   | 20   | 22   | 33   | 40   |

## Obecní správa
Mezi lety 1850–1879 patřily Nasavrky jako osada obce ke Klokotům v okrese Tábor. V letech 1880–1929 patřily jako osada obce k Náchodu. V letech 1930–1960 byly obcí. V letech 1960–1975 patřily jako část obce k Svrabovu. Od 1. ledna 1976 do 30. června 1980 patřily jako část obce k Radkovu. Od 1. července 1980 do 23. listopadu 1990 patřily jako část obce k Dražicím a od 24. listopadu 1990 jsou opět samostatnou obcí. V letech 1930–1960 k obci patřily Radimovice u Tábora.

### Obecní symboly
Znak a vlajka byly obci uděleny rozhodnutím předsedy Poslanecké sněmovny Parlamentu České republiky dne 12. května 2016.

## Doprava
- První zastávka od Tábora na železniční trati Tábor–Ražice.
- Linka MHD Tábor – autobus linka 21, Radimovice u Tábora – Čekanice (zastávka Nasavrky)
- Autem-odbočka vlevo ze silnice č.603 (Tábor–Rzavá) jižně u Košína; nebo od Balkovy Lhoty a Radkova, také z jihu-od obce Svrabov–Hejlov

## Galerie

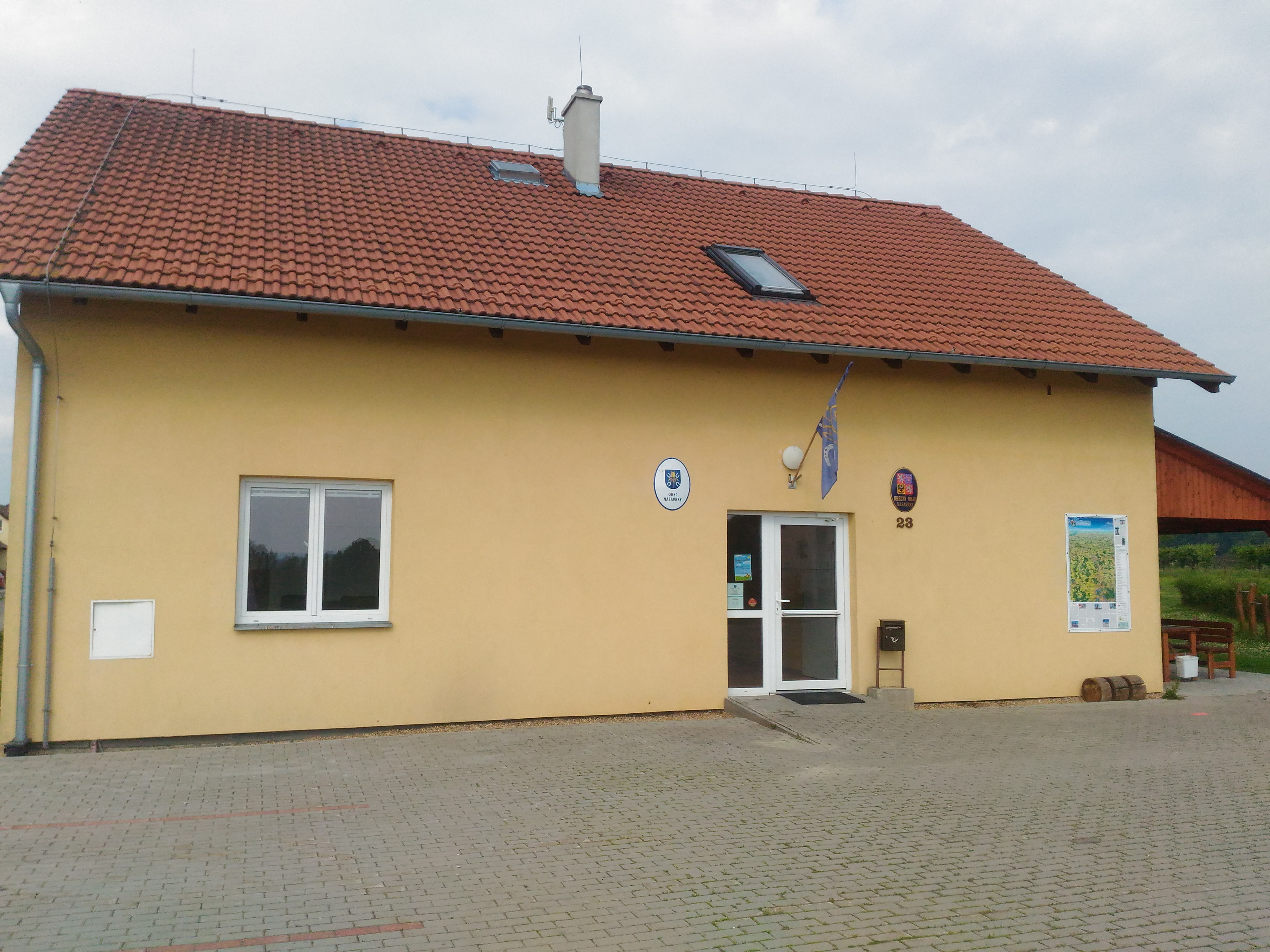
Obecní úřad
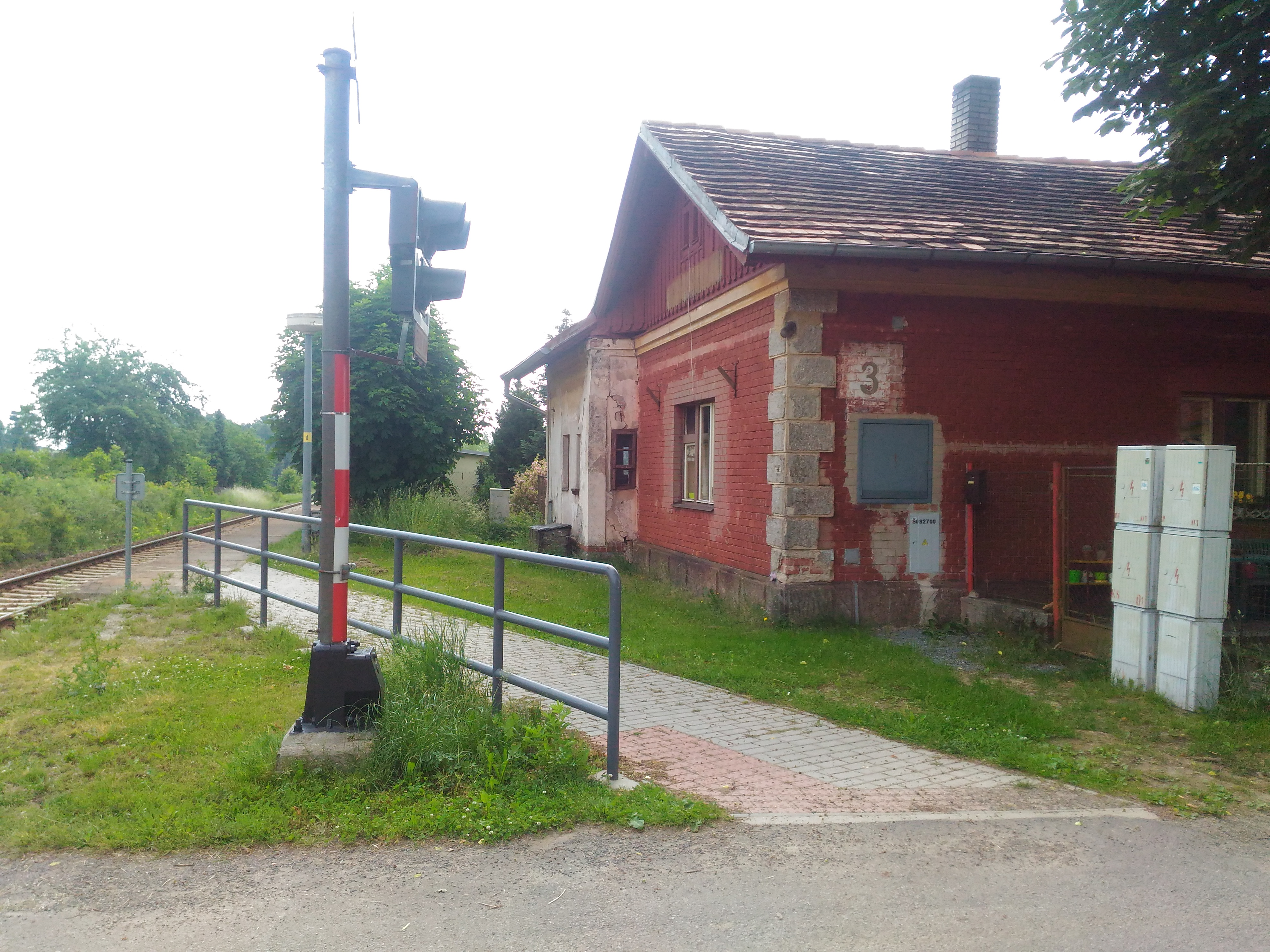
Železniční zastávka